# Hervé Bazin
Hervé Bazin (eg. Jean-Pierre Hervé-Bazin), född 17 april 1911 i Angers, död 17 februari 1996 i Paris, var en fransk författare.
Han debuterade med diktsamlingen Jour (1947) och framstod som utpräglat antiborgerlig med romanen La mort du petit cheval (1950), men intog en något mjukare ståndpunkt i Qui s'ose aimer (1956).
Bazin blev medlem av Académie Goncourt 1958, där han ersatte Francis Carco. Han blev dess president 1973, och ersattes efter hans död, av Jorge Semprún, medan ordförandeskapet gick till François Nourissier.
Politiskt tillhörde Hervé Bazin Mouvement de la Paix, relaterad till kommunistiska partiet som han sympatiserade med. Han erhöll Lenins fredspris 1979.

### Utgivet på svenska
- Huvudet mot murarna (översättning Karin Bong, Folket i bild, 1950) (La tête contre les murs)
- Den jag vågar älska (översättning Bengt Söderbergh, Bonnier, 1958) (Qui j'ose aimer)